# Saint-Brice-sous-Rânes
Saint-Brice-sous-Rânes is een gemeente in het Franse departement Orne (regio Normandië) en telt 155 inwoners (1999). De plaats maakt deel uit van het arrondissement Argentan.

## Geografie
De oppervlakte van Saint-Brice-sous-Rânes bedraagt 9,7 km², de bevolkingsdichtheid is 16,0 inwoners per km².
De onderstaande kaart toont de ligging van Saint-Brice-sous-Rânes met de belangrijkste infrastructuur en aangrenzende gemeenten.

## Demografie
Onderstaande figuur toont het verloop van het inwonertal (bron: INSEE-tellingen).